# جيم بيلوز
جيم بيلوز (بالإنجليزية: Jim Bellows)‏ هو محرر وصحفي أمريكي، ولد في 12 نوفمبر 1922 في ديترويت في الولايات المتحدة، وتوفي في 6 مارس 2009 في سانتا مونيكا في الولايات المتحدة بسبب مرض آلزهايمر.

## وصلات خارجية
- جيم بيلوز على موقع IMDb (الإنجليزية)
- جيم بيلوز على موقع قاعدة بيانات الفيلم (الإنجليزية)